# Мельник Степан Кирилович
Степан Кирилович Мельник (28 жовтня 1913 — 28 листопада 1994) — український радянський історик, професор.

## Біографія
Степан Кирилович  Мельник народився 28 жовтня 1913 року в с. Могильне Хащуватської волості Подільської губернії (нині Гайворонського району Кіровоградської області).
З 1914 жив у с. Березівка Данилівської волості.
Школу відвідував у містечку Саврань.
В 1931 році закінчив курси вчителів і працював у сільській школі для дорослих для ліквідації неписемності — вчив грамоті дітей Ташлика і Завалля.
В 1939 році закінчив історичний факультет Одеського державного університету і деякий час працював у Дніпропетровському металургійному інституті. З листопада 1939 року до червня 1940 року був старшим науковим співробітником Одеського державного архіву. В 1940 – 1941 навчальному році працював викладачем  в Кишинівському педагогічному інституті.
З  22 червня 1941 року до 25 грудня 1945 року перебував у лавах Червоної Армії. Воював у складі частин Південно-Західного фронту. В 1942 році вступив до ВКП(б).
В 1946 – 1952 роках працював старшим викладачем Одеського вищого інженерного морехідного училища (ОВІМУ).
В 1950 році захистив дисертацію на здобуття наукового ступеня кандидата історичних наук. В 1952 році присвоєно вчене звання доцента. В 1953 – 1955 роках завідував кафедрою марксизму-ленінізму ОВІМУ.
В 1955 – 1958 роках завідував кафедрою історії КПРС та філософії Одеського кредитно-економічного інституту, а у 1958 – 1964 роках – кафедрою марксизму-ленінінзму Одеського державного педагогічного інституту імені К. Д. Ушинського.
В 1964 – 1973 роках працював на кафедрі історії СРСР Одеського державного університету імені І. І. Мечникова.
В 1967 році захистив докторську дисертацію. В 1968 році здобув вчене звання професора кафедри історії СРСР.
З вересня 1973 року до виходу на пенсію у 1989 році працював професором кафедри історії КПРС Одеського інституту народного господарства.
В 1989 – 1994 роках обіймав посаду професора кафедри політичної історії і філософії, а потім кафедри історії України Одеського державного педагогічного інституту  імені К. Д. Ушинського.
Крім історії С. К. Мельник захоплювався поезією. Написав та видав збірки ліричних віршів, гуморесок.
Був головою секції історії Одеської обласної організації Українського товариства охорони пам’яток історії і культури.
Є автором понад 70 наукових праць, в тому числі 6 монографій та навчальних посібників.
Помер С. К. Мельник 28 листопада 1994 року. Похований в  Савранському районі Одеської області, де провів свої дитячі та юнацькі роки.

## Праці

#### Наукові видання
- Робітничий рух в Одесі напередодні революції 1905 – 1907 рр./ С. К. Мельник// Наукові записки Одеського державного педагогічного інституту ім.. К. Д. Ушинського. – 1956. – Т. ХІІ. До 50-річчя першої російської революції. – С. 43 - 64.
- Революционное движение в Одессе и на Одесщине в период первой русской революции. – Одесса, 1956. – 23 с.
- Борьба за власть Советов в Придунайском крае и воссоединении с Украинской ССР (1917 – 1940 гг.). – Київ – Одесса: Вища школа, 1978. – 146 с.
- Революционное движение в Придунайском крае в период империализма (1900 – 1917). – Київ – Одесса: Вища школа, 1981. – 132 с.

#### Поетичні збірки
- Веселі співомовки: Вірші. – Одеса, 1992. – 82 с.
- Акорди: Лірика. – Одеса, 1993. – 120 с.

## Нагороди
- Медалі  "За бойові заслуги",  «За перемогу над Німеччиною у Великій Вітчизняній війні 1941—1945 рр.»  та ін.

## Родина
Дочка: Ірина Степанівна Мельник - кандидат педагогічних наук,  доцент. Працювала у ПІвденноукраїнському  національному педагогічному університеті імені К. Д. Ушинського.